# Bistum Luzk
Das Bistum Luzk (lateinisch Dioecesis Luceoriensis, ukrainisch Луцька дієцезія) ist ein römisch-katholisches Bistum in Luzk im Nordwesten der Ukraine. Der Kirchensprengel umfasst heute die Oblaste Wolyn und Riwne.

## Geschichte
- 1225: Erste Ansiedlung von Dominikanern in Luzk
- 1375: Errichtung des Bistums Wolodymyr[1]
- 1428: Lutsk wurde zum Sitz des Bischofs[2].
- 1539: Baubeginn der Kathedrale
- 1798: Vereinigung mit der Diözese Schitomir
- 1925: Abtrennung der vormaligen Diözese Schitomir